# Rasmus Lindgren (fotbollsspelare född 1994)
Rasmus Lindgren, född 17 juni 1994, är en svensk fotbollsspelare som spelar för Enköpings SK.

## Karriär
I tonåren sågs Rasmus Lindgren som en av Sveriges mest lovande talanger och när P94-landslaget gjorde sin första landskamp spelade han hela matchen mot Finlands dito. Efter att ha provspelat med både Manchester United och Everton som 15-åring valde han till slut att lämna moderklubben Avesta AIK för Helsingborgs IF.
Som 18-åring fick Lindgren göra allsvensk debut i ett möte med Syrianska FC men det blev blott ytterligare en till allsvensk match för mittfältaren. Till säsongen 2014 lånades Lindgren istället ut till Ängelholms FF, för vilka han gjorde sju matcher i Superettan. Efter att ha återvänt till Helsingborg och tillhört klubbens akademilag valde Lindgren själv att bryta kontraktet med klubben våren 2015 och återvände till moderklubben Avesta AIK i division 2. Inför säsongen 2017 kritade han på för division 1-klubben IK Brage.
I juli 2018 värvades Lindgren av division 1-klubben Sandvikens IF. I januari 2021 gick han till Enköpings SK.